# Superrobotov majmunski tim
Superrobotov majmunski tim (engleski naslov je Super Robot Monkey Team Hyperforce Go!, kratica je SRMTHG) je američka crtana serija. Tema je spašavanje svemira od zla, a glavni junak je dječak po imenu Chiro. Glavni negativac je Kralj Kostura.

## Radnja
Radnja se zbiva u gradu Shuggazoom Cityju. Događa se i u svemiru, u Utvrdi kosti (Utvrda kosti je golem svemirski brod od kostiju, glavna baza Kralja Kostura). Neka druga važna mjesta su: Ledeno more, Divlje Zemlje, Spaljena Zemlja, Tajanstveni otok, Pakleni ponor itd. Zbivanja vezana uz Kralja Kostura uglavno se zbivaju u svemiru.

## Povijest događaja
Ponegdje se neki događaji samo spominju, ali se ne opisuju. Tako počinje stvaranje majmuna. Nekad davno, Alkemičar, čarobnjak, htio je stvoriti Superrobota i robote majmune koji će štititi svemir. Dok je to radio, jedan majmun,  Mandarin, izazvao je demone iz pakla koji su obuzeli Alkemičara. Tako se Alkemičar pretvorio u Kralja Kostura. Majmunima je usadio želju za uništavanjem zlih bića te im je izbrisao sjećanje na njega kao dobrog čovjeka. Tada je otputovao u svemir kao nemrtvi vladar mrtvih. Majmuni su ispunili svoju zadaću, ali je Mandarin poželio vladati nad svojom braćom i ljudima. Oni su se pobunili i poslali ga u svemirski zatvor. Budući da njihova obitelj više nije bila potpuna, zaspali su u dubok san, iz kojeg će ih kasnije probuditi 13-godišnji dječak po imenu Chiro. Početna pjesma svake epizode govori o buđenju majmuna i njihovoj zadaći. Chiro je tijekom procesa dobio Moć primata, magiju koja je jačala njega i majmune. Antauri ga je naučio svladati tu Moć. Jednog dana, Chiro je upoznao djevojku po imenu Jinmay, koja je zapravo bila robot. Nakon što je to saznao, otjerao ju je, ali ona se vratila s namjerom da uništi njega i Majmunski tim. Chiro ju je uspio zaustaviti, te se još više zaljubio. Tim događajem počinje prva epizoda - Chiro's Girl. Posljednja je epizoda Soul of Evil koja je zapravo veoma zbunjujuća, jer završava povratkom Kralja Kostura i početkom rata. 

## Junaci
Chiro: Glavni lik. On je vođa Majmunskog tima. Ima crnu kosu i plave oči. Star je 13 godina. Njegov je otac (možda) Kralj Kostura. Chiro je probudio majmune iz njihovog sna u Superrobotu. Antauri ga uči kako da savlada Moć primata.
Antauri: U prvoj i drugoj sezoni crni majmun žutih očiju, u drugoj srebrni majmun plavih očiju. Veoma je moćan i mudar, a može se pretvoriti u duha. On je duhovni vođa tima. Voli meditirati.
Sparks: Crveni majmun. Ima magnete u rukama. Njegovo je pravo ime Sprx-77. Zaljubljen je u Novu. Sparks gotovo uvijek zove Chiroa "klinac".
Gibson: Plavi majmun. Njegovo je puno ime Hal Gibson. On je znanstvenik, najpametniji majmun. Voli dijeliti savjete i oslanja se na logička objašnjenja, te je skeptik.
Nova: Žuti majmun, jedina cura u timu. Ima ružičaste oči. Može proizvesti veliku toplinu. Uvijek je odbijala Sparksa, osim na kraju četvrte sezone. Ona je jedna od Chirovih zamjenika - prvi je Antauri.
Otto: Zeleni majmun. Kao i Gibson i Sparks, ima crne oči. On je mehaničar. Voli lijepe cvjetove i slatka mala bića. Ta bića mogu biti i zla.
Jinmay: Ženski robot. Ona je bila proizvod Kralja Kostura. Trebala je ubiti Chiroa, ali se on u nju zaljubio. Ponekad je pomagala Majmunskom timu, ali je uglavnom viđena kao Chirova djevojka, pomalo sramežljiva, ali se dobro brani.

## Zlikovci
Kralj Kostura: Moćni demon i najveći negativac u seriji. Njegov je cilj gospodarenje svemirom. Gospodar mu je demon Mračni.
Valeena: Čarobnica Lubanje. To je moćna vještica, vračarica i najodanija službenica Kralja Kostura. Ona ga je i oživjela, ali ju je on uništio.
 Mandarin: Prvotno narančasti majmun, poslije Bezlični. Pojeo ga je Mračni. Mandarin je zloban, ali je on i brat majmuna.
Bezlični: Kosturi-vojnici Kralja Kostura. Pojavljuju se u različitim oblicima. Nisu baš inteligentni, ali su zato moćni i opasni.
Mračni: Potomak mračne sile, crvoliki demon iz podzemlja. On je gospodar drugih demona.